# Мардакянский дендрарий
Мардакянский дендрарий расположен в посёлке Мардакян на полупустынном Апшеронском полуострове, в 40 км от Баку. Территория, на которой расположен Институт дендрологии Национальной академии наук Азербайджана, в 1895—1920-х годах была частной дачей филантропа, нефтяного миллионера Муртузы Мухтарова.

## История
- В 1926 году основан известным ботаником академиком Н. И. Вавиловым в посёлке Мардакян на полупустынном Апшеронском полуострове на базе бывшего пригородного совхоза был организован Восточно-закавказский филиал института.
- В 1930 году реорганизация Всесоюзного института прикладной ботаники и новых культур, филиал вошёл в систему Всесоюзного института растениеводства как его отделение.
- В 1936 году получил название Опытной станции сухих субтропиков.
- С 1945 по 1964 г. здесь находилась Мардакянская научно-экспериментальная база Института садоводства, виноградарства и субтропических культур.
- В 1945—1963 гг. проводятся интродукционные работы, это помогло научно обосновать развитие субтропического растениеводства, отобрать и улучшить сорта граната, маслины, инжира, хурмы восточной, а также районировать их.
- В 1964—1966 гг. находился в системе Министерства здравоохранения Азербайджанской ССР.
- В 1966 году был передан Институту ботаники АН Азербайджанской ССР.
- С 2014 года решением Президиума НАНА получил название Института дендрологии. В данный момент Институт дендрологии является членом Мировых Ботанических садов. Сотрудничает с более чем 100 ботаническими садами.

## Деятельность дендрария
Мардакянский дендарий расположен в 4,5 км от берега Каспийского моря. Территория дендрария составляет 12 га. 80—85 % площади дендрария сложена известняками, перекрытыми своими же продуктами выветривания. Почвенный покров Мардакянского дендрария представлен различными почвенными комбинациями. С удалением от моря в комплексе с песками встречаются более тяжёлые супесчаные и лёгкие суглинистые почвы, глубина которых большей частью незначительна — 0,5-1,0 до 1,5 м. В растительном покрове преобладают эфемеры, естественная древесная и кустарниковая растительность почти отсутствует, лишь между скалами встречаются крушина Палласа, жимолость грузинская, тамарикс, одичавший инжир и некоторые другие растения.
Растительность дендрария существует на привезённой из Ленкорани почве и при искусственном поливе. Вода берётся из глубоких колодцев, пробитых через толщу известковых плит на глубину 30-80 м. Вода из колодцев выкачивается в бассейны, из которых по трубам расходится по территории парка. Бассейны были построены в 1903—1905 годах.
По словам директора Мардакянского дендрария Тофика Мамедова общее количество видов флоры и фауны в дендрарии около 1700.

### Основные виды деятельности
- Изучение биоразнообразия популяций, внедрение и селекция для расширения ареала растений, культивируемых в естественных условиях и сохранения их генофонда;
- Исследование сортовых деревьев в Азербайджане, сохранение генофонда видов на основе популяций в регионе и пути проектирования селекционных работ. Оценка разнообразия новых декоративных сортов деревьев и кустарников;
- Выбор ассортимента деревьев и куста для проектирования лесных, городских и лесопарковых ландшафтов.

Исследование проводится в 8 лабораториях. Оно включает в себя многие аспекты биологии дерева, фундаментальные исследования, включая анализ неизвестных процессов отношений и описаний.

### Отдел дендрологии
- Лаборатория внедрения растений. Основная научная деятельность лаборатории — адаптация деревьев и кустарников климатическим условиям республики, поддержание редких и исчезающих видов растений и деревьев.
- Лаборатория декоративной архитектуры. Основной научной деятельностью лаборатории является формирование разновидностей древесных пород для лесных и парковых ландшафтов, определение приоритетных направлений внедрения древесных растений в регионе и создание современного сбора.
- Лаборатория гербария и посева. Основная научная деятельность лаборатории — сбор гербариев; долгосрочного сохранения и криоконсервации семян. Гормональная стимуляция цветения и плодоношения, производство высококачественных семян.
- Лаборатория экологии растений. Основная научная деятельность лаборатории — влияние биотических и абиотических факторов на рост, развитие и здоровье деревьев; механизм воздействия промышленных загрязнителей на деревья; изучение генетических и экологических аспектов дерева; дендрохроническая оценка состояния здоровья деревьев; оценка будущих экологических последствий внедрения древесных растений, связанных с трансформацией местных растительных групп в экзотической среде.
- Лаборатория дендрохронологии. Основная научная деятельность лаборатории — таксономия рода в природной и культурной флоре; процессы, которые могут быть уничтожены и населены редкими видами; биометрический анализ таксономических рангов спорных таксонов; географические вариации в естественном диапазоне таксонов; а также хронологическое описание дендрофлоры регионов.
- Лаборатория по защите растений. Научная деятельность лаборатории заключается в арбенхронологическим исследованием, обусловленное влиянием факторов окружающей среды и массовым увеличением насекомых; определение патогенности организмов, вызывающих серьёзные заболевания дерева.

### Отдел растений промышленного значения
- Лаборатория растений с эфирными маслами. Основная научная деятельность лаборатории: отбор, группировка, подбор важных растений в естественной флоре Азербайджана и подготовка предложений по их использованию в различных отраслях промышленности.
- Лаборатория фитохимии и медицинской ботаники. Основной научной деятельностью лаборатории является увеличение биологических ресурсов и содействие фитотерапии; мобилизация растительных ресурсов Азербайджана для защиты здоровья населения.

Внедрение лекарственных растений; изучение перспектив обогащения сырьевой базы лекарственных растений путём отбора ценных входов новых видов, биологически активных веществ из флоры Азербайджана; исследование изменчивости видов биохимических характеристик лекарственных растений; фитохимический скрининг, изучение их комплексного и эффективного использования; покупка и использование новых витаминных и терапевтически-профилактических продуктов особого происхождения.

## Руководство
Мамедов Тофиг Садыг оглу родился 10 февраля 1957 года в деревне Дарнис Ордубадского района Нахчыванской АР. В 1964—1974 учился в средней школе деревни Дарнис. В 2004 году защитил кандидатскую диссертацию. В 1986 году Тофиг Мамедов был заместителем директора Ботанического института НАНА, а с 1996 года является директором Мардакянского дендрария.

## Фотографии

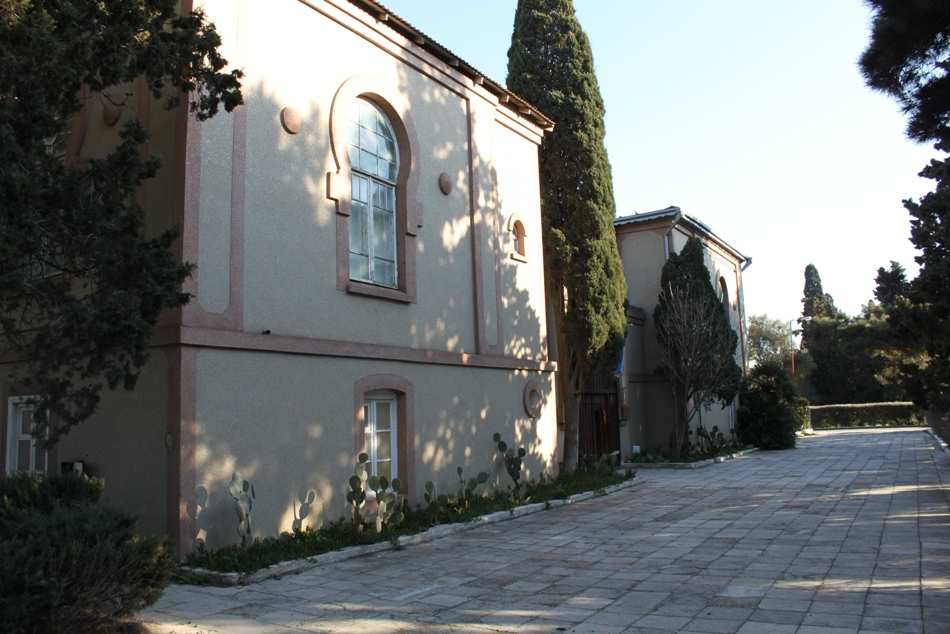
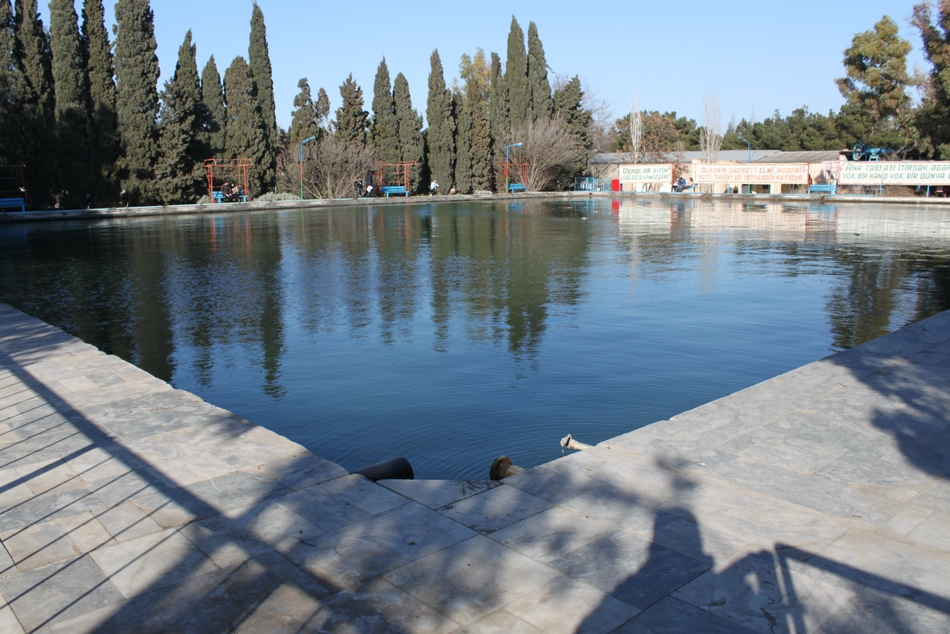
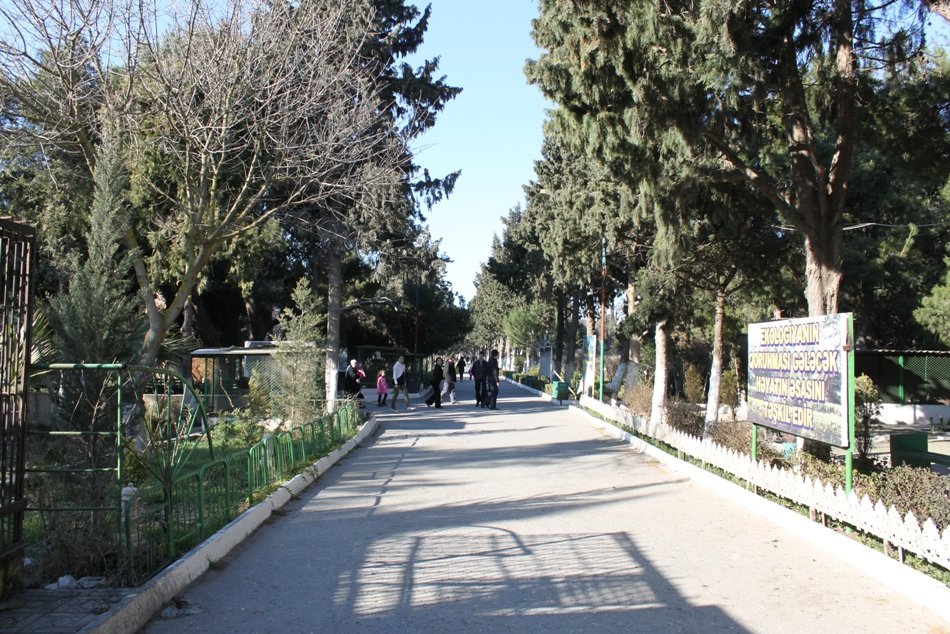